# LaFace Records
LaFace Records — американський лейбл звукозапису, заснований 1989 року.

## Історія компанії
Засновниками лейблу стали американські продюсері та автори пісень Антоніо Рід та Кеннет Едмондс. На початку 1980-х років вони разом грали у гурті Deele в Індіанаполісі, а 1985 року переїхали до Каліфорнії. Перекваліфікувавшись в авторів пісень, дует Ріда та Едмондса плідно працював з такими виконавцями, як Боббі Браун, Вітні Г'юстон, Перрі Рід, гурти Whispers та Boyz II Men. Проте, як згадував Рід, їх не влаштовувала роль продюсерів, і у намаганні краще контролювати випуск музики дует вирішив заснувати власний лейбл звукозапису. 1989 року Рід та Кеннет переїхали до Атланти, де заснували компанію звукозапису LaFace Records. Назва лейблу походила від їхніх псевдонімів — «Ел Ей» та «Бейбіфейс». LaFace Records стала спільним підприємством разом із компанією Arista Records, якою володів мейджор-лейбл BMG.
Першим артистом лейблу став дует Damian Dame, а їхній сингл «Exclusivity» 1991 року вперше очолив американський хіт-парад ритм-енд-блюзових пісень. Головними успіхами 1992 року для лейбла стали вихід дебютного альбому жіночого гурту TLC та саундтрек-альбом до фільму «Бумеранг», кожен з яких став «платиновим». 1993 року LaFace Records видали дебютний альбом Тоні Брекстон, який продавався ще краще — загальним накладом понад 9 млн примірників. Того ж року Рід та Едвардс остаточно припинили співпрацю як автори й продюсери, зосередившись на роботі лейблу.
Починаючи з 1993 року лейбл почав приділяти велику увагу хіп-хоп-виконавцям, підписавши дует OutKast. Серед визначних записів LaFace наступних років — дебютний альбом гурту OutKast Southernplayalisticadillacmuzik (1994), альбоми TLC — CrazySexyCool (1994), Goodie Mob — Soul Food (1995), OutKast — ATLiens (1996), Тоні Брекстон — Secrets (1996), Ашер — My Way (1997), OutKast — Aquemini (1998), TLC — Fanmail (1999) та OutKast — Stankonia (2000). Окрім цього, на лейблі виходили альбоми Джермейна Джексона, The Tony Rich Project, Dru Hill, Шаніс та багатьох інших.
2000 року музична група BMG, яка володіла 50 % LaFace Records, викупила долю Ріда та Едмондса за 100 млн доларів. Штаб-квартира лейблу переїхала з Атланти до Лос-Анджелесу, а сама компанія невдовзі стала частиною Arista Records, іншого лейблу BMG, який очолив Ел Ей Рід.